# Paris-l'Hôpital
Paris-l'Hôpital är en kommun i departementet Saône-et-Loire i regionen Bourgogne-Franche-Comté i östra Frankrike. Kommunen ligger i kantonen Couches som tillhör arrondissementet Autun. År 2022 hade Paris-l'Hôpital 287 invånare.

## Befolkningsutveckling
Antalet invånare i kommunen Paris-l'Hôpital
| Referens: INSEE |